# Sân vận động bóng đá Phố Đông
Sân vận động bóng đá Phố Đông, hiện có tên gọi là SAIC Motor Pudong Arena vì lý do tài trợ, là một sân vận động bóng đá ở Thượng Hải, Trung Quốc. Được hoàn thành vào tháng 10 năm 2020, đây là sân nhà của câu lạc bộ Chinese Super League Cảng Thượng Hải. Sân vận động có sức chứa 37.000 khán giả.

## Xây dựng
Sân được khởi công xây dựng vào ngày 28 tháng 4 năm 2018. Sân vận động có thiết kế bên ngoài bằng kim loại màu trắng nhằm liên tưởng đến một chiếc bát sứ Trung Quốc.

## Sự kiện
Vào ngày 4 tháng 6 năm 2019, Trung Quốc được công bố là chủ nhà của Cúp bóng đá châu Á 2023. Sau đó, có thông tin cho rằng trận chung kết và một trận bán kết sẽ được tổ chức tại sân vận động này. Vào ngày 31 tháng 10 năm 2020, sân vận động đã tổ chức trận chung kết của Giải vô địch thế giới Liên Minh Huyền Thoại 2020. Đây là sự kiện đầu tiên được tổ chức tại sân vận động.